# Kompasia delaharpei
Kompasia delaharpei è un pesce osseo estinto, appartenente agli attinotterigi. Visse nel Permiano superiore (circa 255 milioni di anni fa) e i suoi resti fossili sono stati ritrovati in Sudafrica. 

## Descrizione
Questo pesce era lungo circa 15 - 20 centimetri e possedeva un corpo fusiforme, con un cranio dal muso corto e smussato; le ossa rostrali erano bulbose e dotate di creste dermiche larghe e ben sviluppate. L'osso mascellare era caratterizzato da una parte posteriore di forma unica, quasi romboidale. Il preopercolare era dotato di un ramo dorsale accorciato, mentre le ossa nasali erano in contatto con il dermopterotico e il dermosfenotico. La pinna dorsale era posta nel terzo posteriore del corpo, leggermente dietro alla posizione della pinna anale. Le scaglie presenti lungo i fianchi, nella parte anteriore del corpo, erano particolarmente lisce, ma vi erano delle creste di ganoina parallele lungo i margini delle scaglie posteriori e ventrali. 

## Classificazione
Kompasia delaharpei era un rappresentante arcaico degli attinotterigi, descritto per la prima volta nel 2002 sulla base di resti fossili ritrovati nella zona di New Bethesda (Karroo, Sudafrica). Kompasia possedeva una morfologia arcaica, comparabile a quella di un altro attinotterigio ritrovato in terreni del Permiano superiore sudafricano, Bethesdaichthys, ma se ne differenziava per la forma del preopercolare, dell'opercolare e del subopercolare. In ogni caso, sembra che Kompasia fosse più derivato rispetto agli attinotterigi arcaici del Devoniano come Moythomasia, Mimipiscis e Howqualepis e ad altre forme paleozoiche africane come Mentzichthys e Namaichthys. Kompasia, tuttavia, potrebbe essere stato più basale dei neotterigi arcaici come Australosomus e Saurichthys. 

## Paleoecologia
Kompasia abitava zone lacustri o fluviali.